# La Hermana Alegría
La Hermana Alegría es una película española de comedia estrenada en 1955, dirigida y coescrita por Luis Lucia y protagonizada en los papeles principales por Lola Flores y Susana Canales.
Está basada en la comedia en tres actos titulada La casa del olvido, escrita por el dramaturgo español Luis Fernández de Sevilla en 1935.

## Sinopsis
En Sevilla hay un reformatorio de mujeres descarriadas dirigido por unas monjas que velan continuamente por el bienestar de sus internas. Al frente de la institución está la Hermana Consolación, una alegre monja que utiliza unos métodos pedagógicos poco ortodoxos, pero muy útiles para conseguir que las chicas olviden su pasado y se preparen para un futuro mejor. Soledad ingresa en la institución y, al poco tiempo, le confiesa a la Hermana Consolación que espera un hijo de Fernando, un señorito andaluz, con fama de mujeriego, al que la Hermana Consolación conoce muy bien.

## Reparto
- Lola Flores como	Hermana Consolación, llamada Alegría
- Susana Canales como Soledad Espinosa
- Elvira Quintillá como Isabel
- Manuel Luna como Don Sebastián
- Margarita Robles  como Madre superiora
- Delia Luna como Mariluz
- Milagros Carrión como Corrigenda
- Hebe Donay como Paloma
- Rafael Bardem como Padre de Mariluz
- Francisco Pierrá como Tío de Soledad
- Margarita Andrey como	Mari Carmen
- Virgílio Teixeira como Fernando
- Rosita Valero como Monja maestra
- Félix Acaso como Amigo de Fernando
- Joaquín Bergía como Amigo de Fernando
- Goyo Lebrero como Feo 1
- Félix Briones como Feo 2
- Manuel Guitián como Molina
- Pilar Gómez Ferrer como Madre de Mariluz
- Casimiro Hurtado como	Tabernero
- Miguel Pastor como Amigo de Fernando
- Antonio Riquelme como Serafín
- Rosario Royo como Hermana Petronila